# 福西拓也
福西 拓也（ふくにし たくや、1955年8月2日 - ）は、日本の実業家。前オークワ代表取締役社長。和歌山県出身。
オークワでは創業家である大桑家から歴代社長が出ており、福西は創業家でない社長としてはオークワで初めてとなる。
退任後は、スギ薬局の取締役、ジャパン管轄だったがそちらも退任している。

## 略歴
- 1978年大阪経済大学経営学部を卒業し、オークワに入社。
- 1999年1月SL事業部長就任
- 2000年1月三重ゾーンマネージャー就任
- 2001年1月SCゾーンマネージャー就任
- 2002年3月食品事業部ゼネラルマネージャー就任
- 2003年2月食品事業部長就任
- 同年5月取締役食品事業部長就任
- 2005年常務取締役営業本部長就任
- 2008年5月15日代表取締役社長兼COO就任